# Regola dell'azoto
In spettrometria di massa la regola dell'azoto è una regola empirica per determinare la composizione elementare dei composti organici (contenenti C, H, O, S, Si, P, alogeni e N).
L'azoto è l'unico tra gli elementi considerati con peso atomico pari e numero di valenza dispari.
La regola dice che un composto con un numero dispari di atomi di azoto ha peso molecolare di valore dispari, un composto con un numero pari di atomi di azoto ha peso molecolare di valore pari.
Le conseguenze di questa regola sono che:
- se il peso molecolare dell'analita è dispari contiene un numero dispari di atomi di azoto;
- se il peso molecolare dell'analita è pari non si può sapere se l'analita contenga o no azoto.